# Nirriti
Nirriti (Sanskrit, f., निर्ऋति, nirṛti) ist eine Göttin in der hinduistischen Mythologie. Sie ist die Personifikation für Zerstörung, Leid und Tod. Ihre Boten sind Eule und Taube und ihr Lebensraum ist der Süden, da dieser im Hinduismus als das Gebiet des Todes angesehen wird. Sie ist die Schwester von Lakshmi und die Mutter von Bhaya. Manchmal wird sie auch als die Frau von Adharma angesehen.
Im späten Hinduismus erscheint sie bzw. Nairrita (नैरृत, Metronym „Sohn der Nirriti“, aber auch „Südwesten“) als eine der Lokapalas, der Wächter der acht Himmelsrichtungen, wo sie dem Südwesten zugeordnet ist.
Nirriti ist jedoch nicht nur der Name einer Göttin, sondern generell der Begriff für Zerstörung, Übel und Auflösung.

## Trivia
Filmische Adaptionen finden sich unter anderem in der SciFi-Fernsehserie Stargate SG-1 und in dem Spielfilm Stargate: Continuum, in denen Jacqueline Samuda den Goa’uld Nirrti verkörpert.